# Rue Sainte-Barbe (Strasbourg)
Pour les articles homonymes, voir Rue Sainte-Barbe.
La rue Sainte-Barbe  (en alsacien : Barweregass) est une rue de Strasbourg rattachée administrativement au quartier Gare - Kléber. Elle va de la rue des Francs-Bourgeois à la Grand'Rue. La rue Sainte-Hélène y débouche depuis l'ouest, la rue de la Demi-Lune de l'est.

## Histoire et toponymie
Du XIIe au XVe siècle, l'emplacement est d'abord désigné comme Under Kürsenern, c'est-à-dire « dans le quartier des pelletiers ». En 1305 apparaît la dénomination Sankt Walpurgergasse, d'après la chapelle dédiée à sainte Walburge, consacrée par le pape alsacien Léon IX en 1050, puis Vicus S. Walpurgus en 1407.

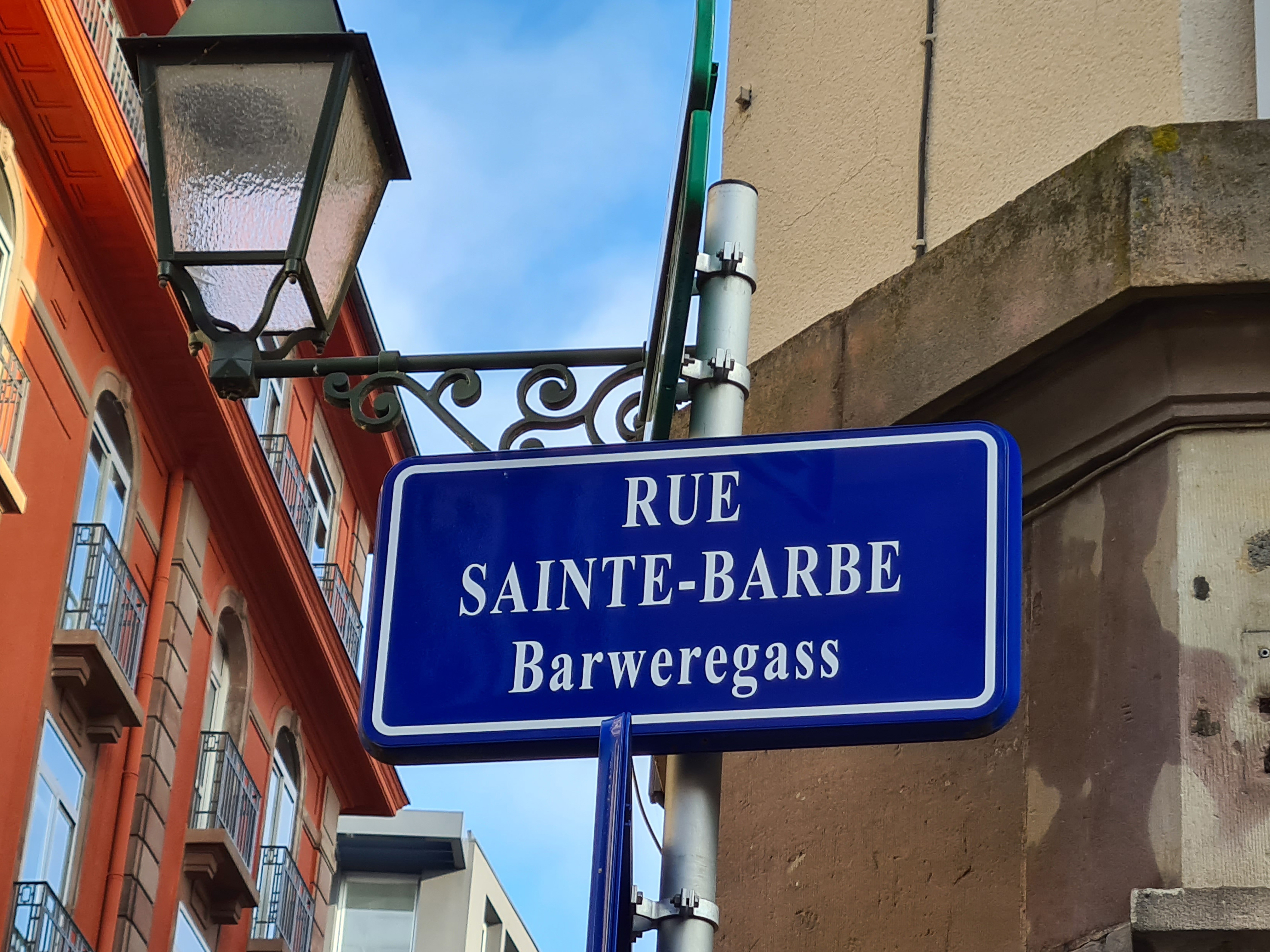
Plaque bilingue, en français et en alsacien.

En 1478, cette chapelle est léguée à la fondation Sainte-Barbe qui s’y installe en quittant la rue Saint-Louis. La voie change alors de nom pour adopter celui de St Barbelngasse. En 1580, elle devient St Barbaragasse. De 1700 à 1729, les bâtiments de Sainte-Barbe sont occupés par la congrégation de Notre-Dame, puis par les Petits Capucins. Ensuite la rue porte les noms suivants : rue Sainte Barbe (1792), rue du Chêne (1793), rue Brutus (1794) et définitivement rue Sainte-Barbe (1817, 1872, 1918, 1940, 1945,).
Parfois source de confusion, la rue de la Demi-Lune faisait partie de la rue Sainte-Barbe avant d'être appelée Petite rue Sainte-Barbe au XVIIIe siècle, puis de porter son nom actuel. En outre la rue Sainte-Hélène portait quelquefois le nom de Sainte-Barbe.
Des plaques de rues bilingues, à la fois en français et en alsacien, sont mises en place par la municipalité à partir de 1995. C'est le cas de la Barweregass.

## Bâtiments remarquables

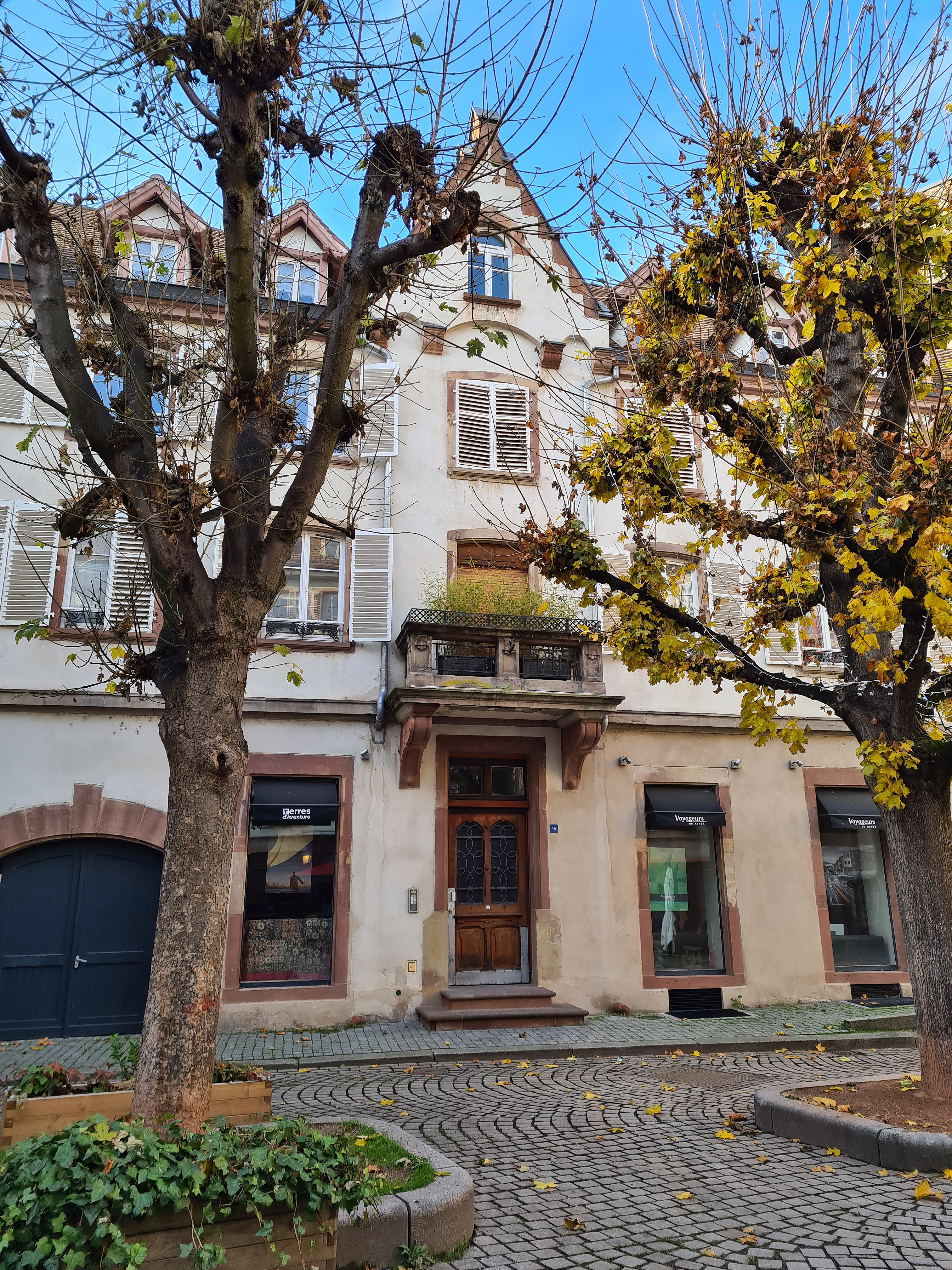
no 16.

Lors des travaux liés à la Grande-Percée des années 1930, la rue est amputée d'une rangée de maisons.
no 2La première maison est attestée à cet endroit en 1244 sous le nom Haus zu Mérisot, mais on observe plusieurs variantes : Merissot, Merissat, Meriesot, Meryessod, Merensod, Mersat, Mersod. Le fondeur de canons et de cloches Jean-Pierre  Edel (parfois Öttel) l'achète en 1682. Deux millésimes, 1531 et 1603, étaient visibles à l'intérieur du bâtiment,. Dans la cour se trouvait un puits du gothique tardif, qui a inspiré artistes et photographes.
La maison est démolie vers 1910 dans le cadre des travaux de la Grande-Percée.

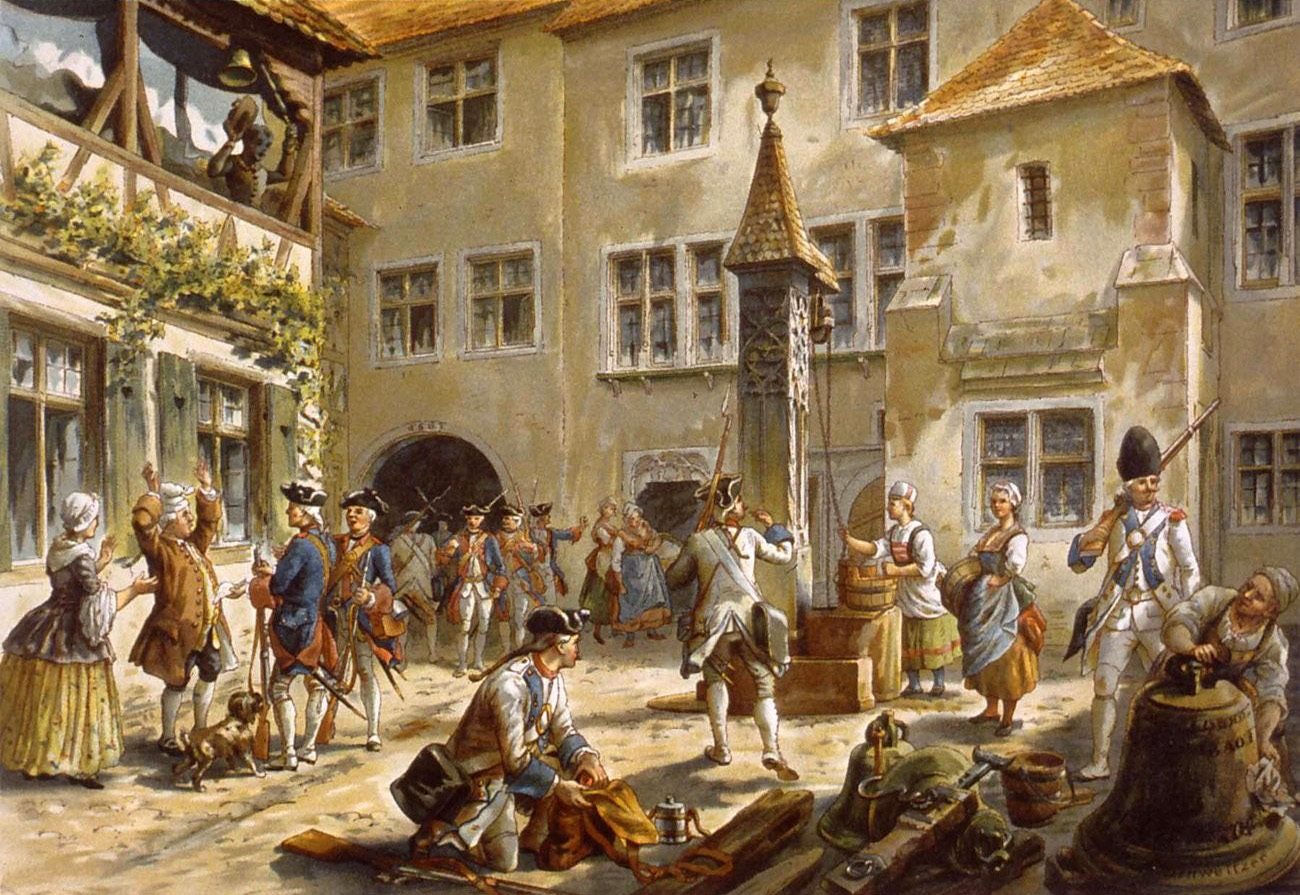
Émile Schweitzer,1894.
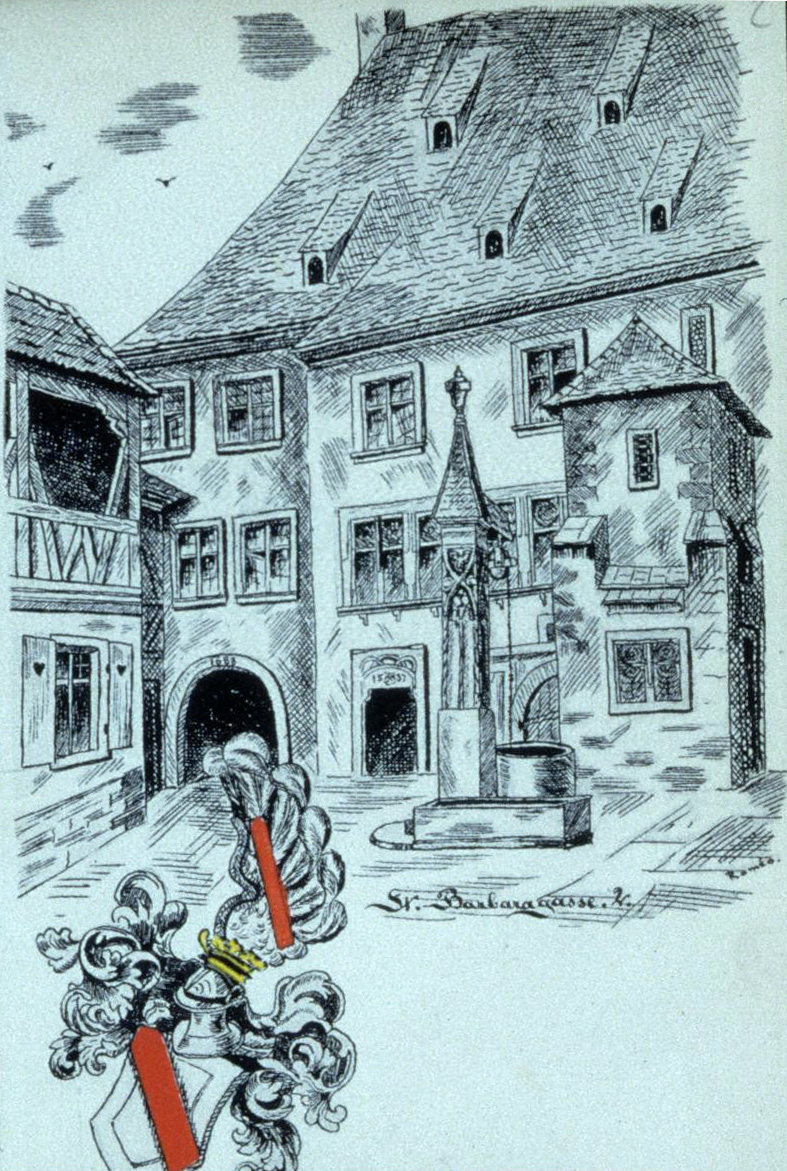
Romeo, 1902.
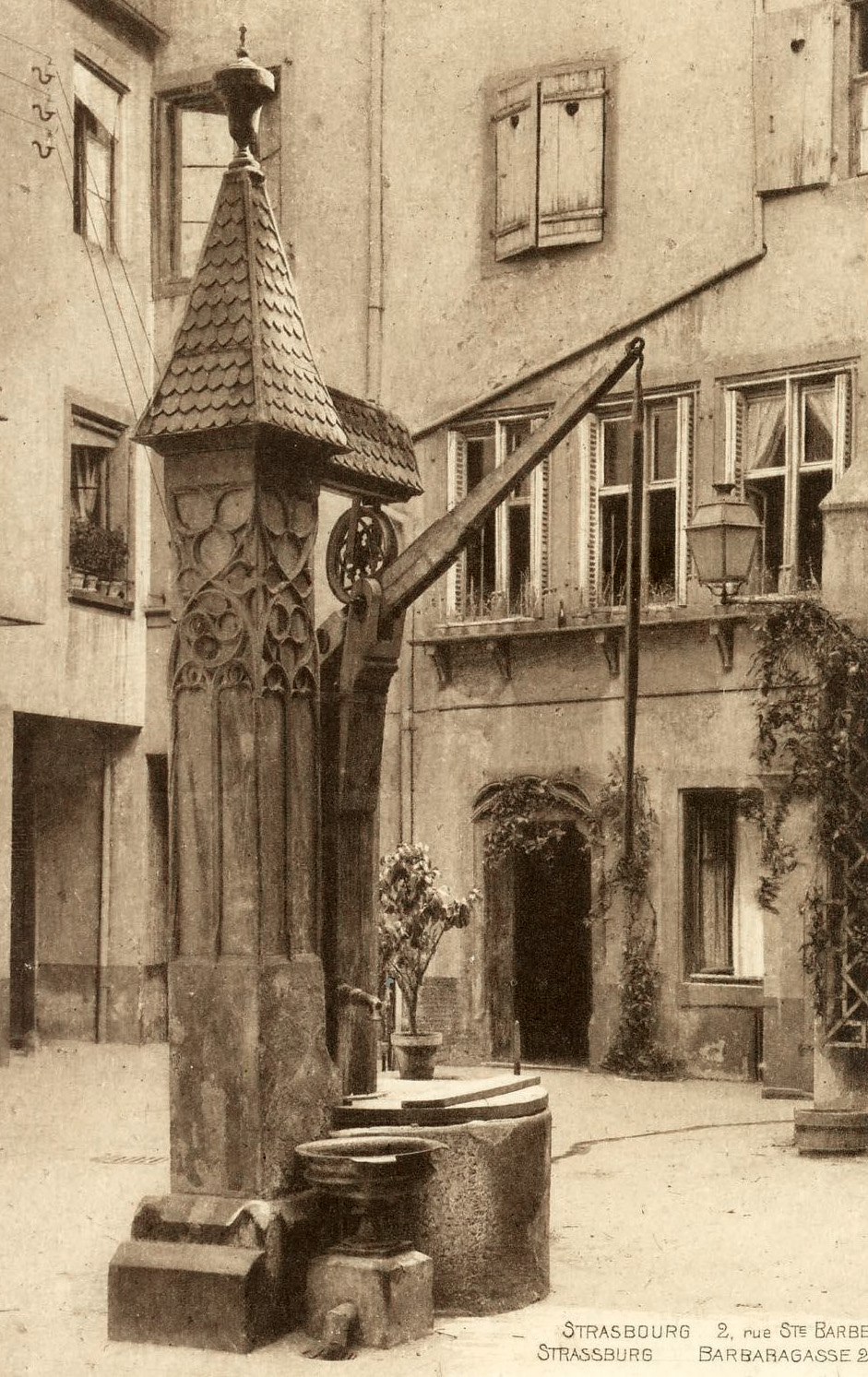
Anonyme 1911.

no 7Cette maison, remodelée en 1775, a appartenu au philologue Jérémie-Jacques Oberlin, frère du pasteur Oberlin. Détruite lors des bombardements d'août 1944, elle n'est pas reconstruite. Son emplacement est occupé par la cour d'un hôtel.
no 13

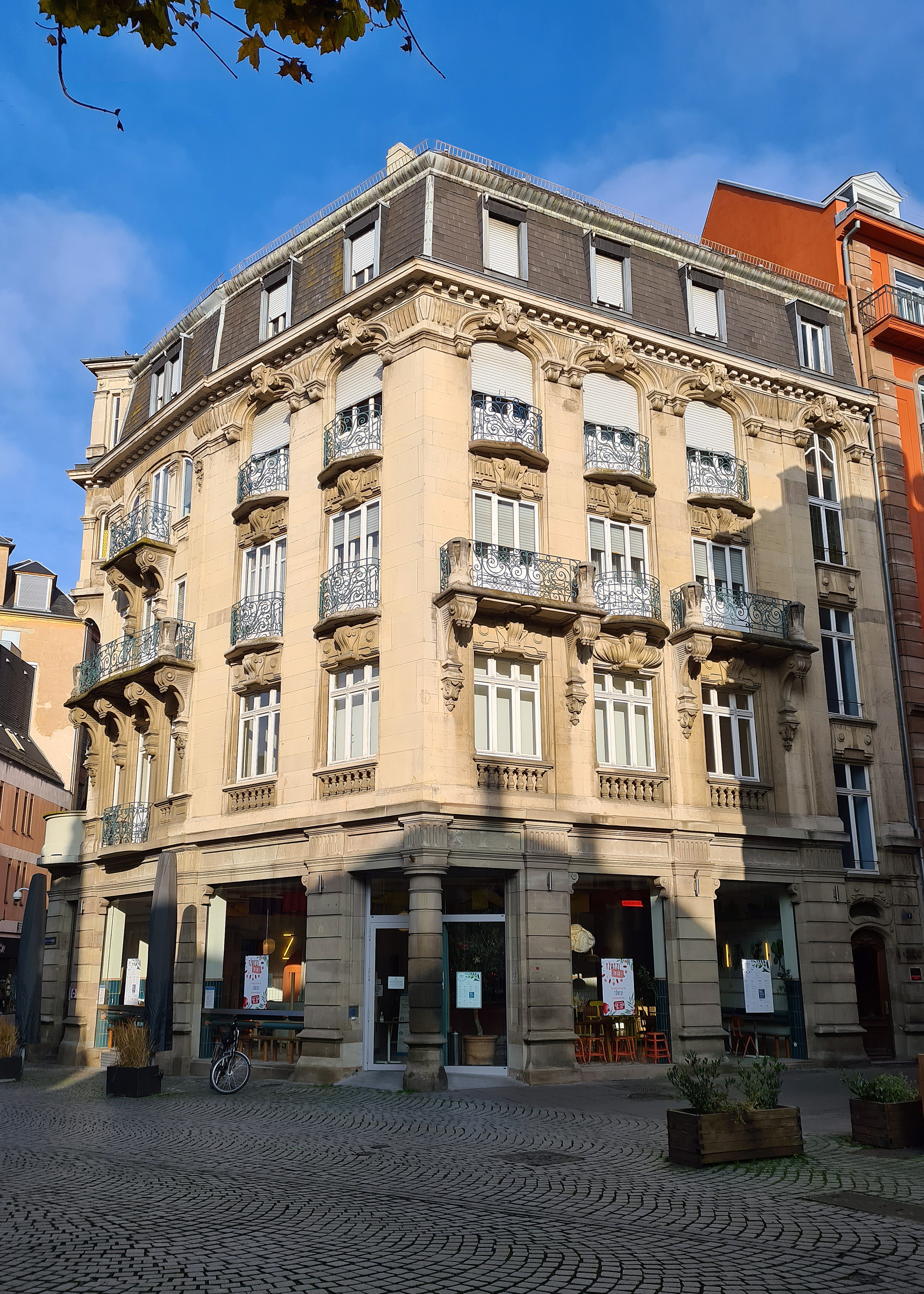
no 13 à l'angle de la rue de la Demi-Lune.

Formant l'angle avec la rue de la Demi-Lune, cet immeuble de style néo-baroque a été construit en 1904 par Armand Richshoffer (1859-1937) pour Charles Hahn, pionnier du cinéma en Alsace, dont les initiales (« C. H. ») figurent à côté de la date de construction sur le linteau surmontant une baie en forme de gueule béante au-dessus de la porte d'entrée.
En 1910, Charles Hahn obtient le droit de faire des représentations en plein air dans le jardin de son Wintergarten.
no 16C'est une maison du XVIIIe siècle, remodelée au XIXe.
no 19Ancienne auberge, la maison est acquise en 1763 par le notaire Jean-Frédéric Lobstein, qui y fait ajouter un portail de style rococo strasbourgeois, influencé par le décor du Palais Rohan. La porte est encadrée par deux pilastres lisses, à agrafes légèrement dissymétriques, qui supportent un arc en plein cintre surbaissé. Elle est surmontée par une fenêtre d'imposte en forme d'oculus, entourée de deux rinceaux de feuillages se terminant par une volute dont l'ornement est creusé et découpé comme un coquillage.

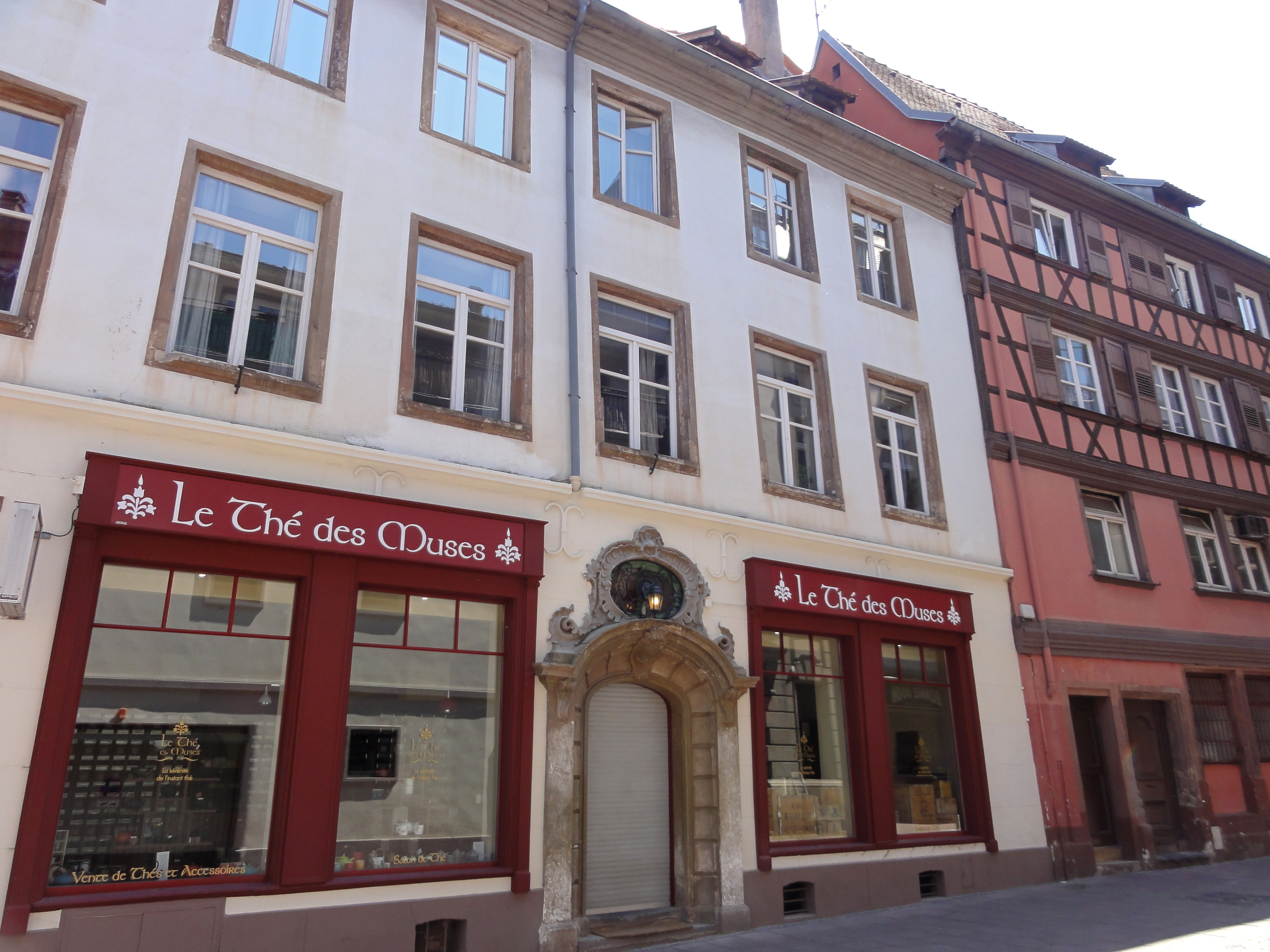
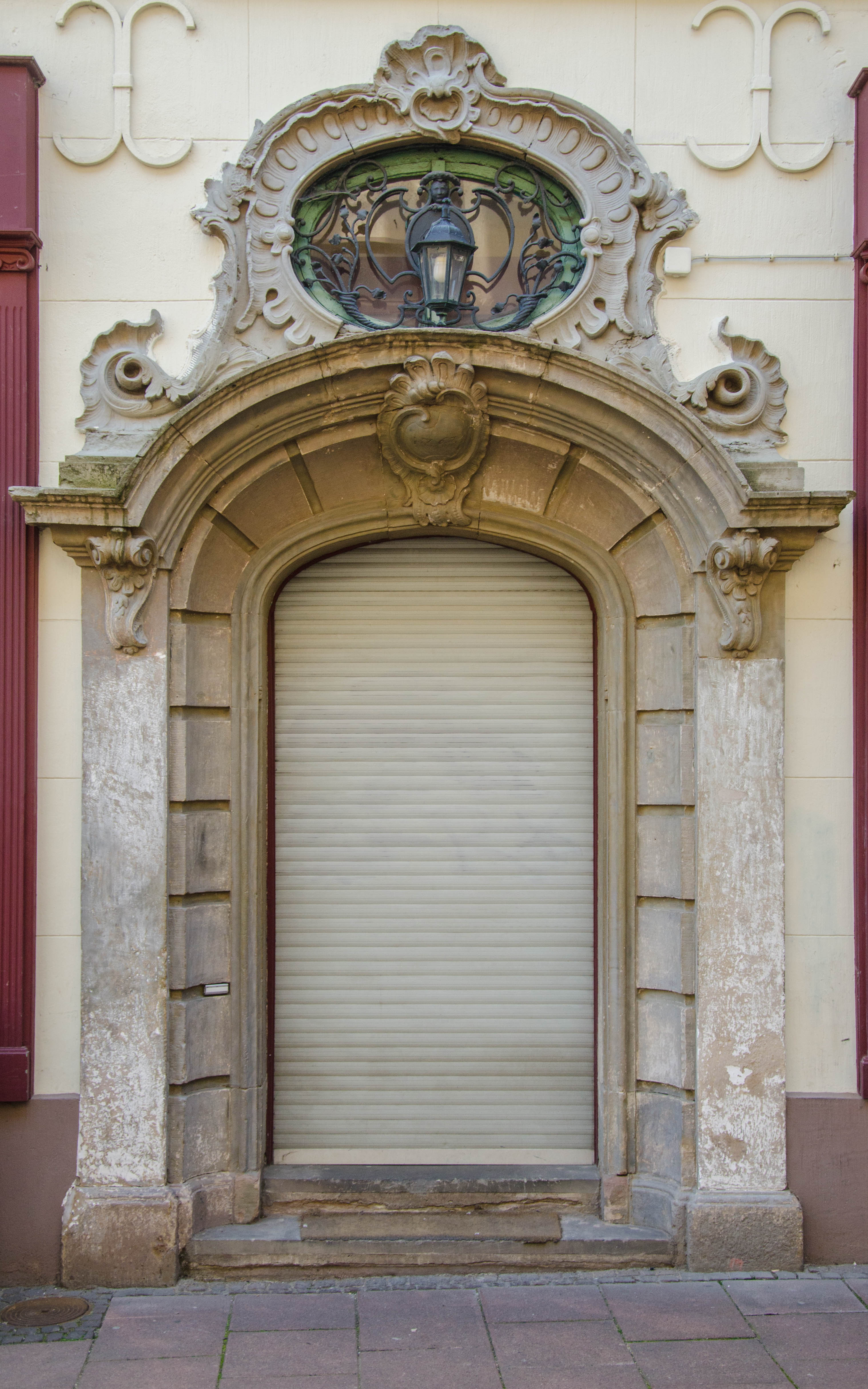

no 20Au XIVe siècle le poêle des Barbiers (siège de la corporation) se trouvait à cet endroit, connu sous le nom de Zur Schellen (« Au Grelot »). Par la suite la maison a longtemps abrité une boulangerie. En 1906 l'architecte Louis Grunewald reconstruit un immeuble de style néo-baroque, à trois oriels, qui fait l'angle avec les nos 113-115 de la Grand-Rue.
no 21Maison Renaissance à colombages, elle se distingue par les sculptures décoratives sur les montants de la porte. Ces jambages font l'objet d'une inscription au titre des monuments historiques depuis 1929.
no 23

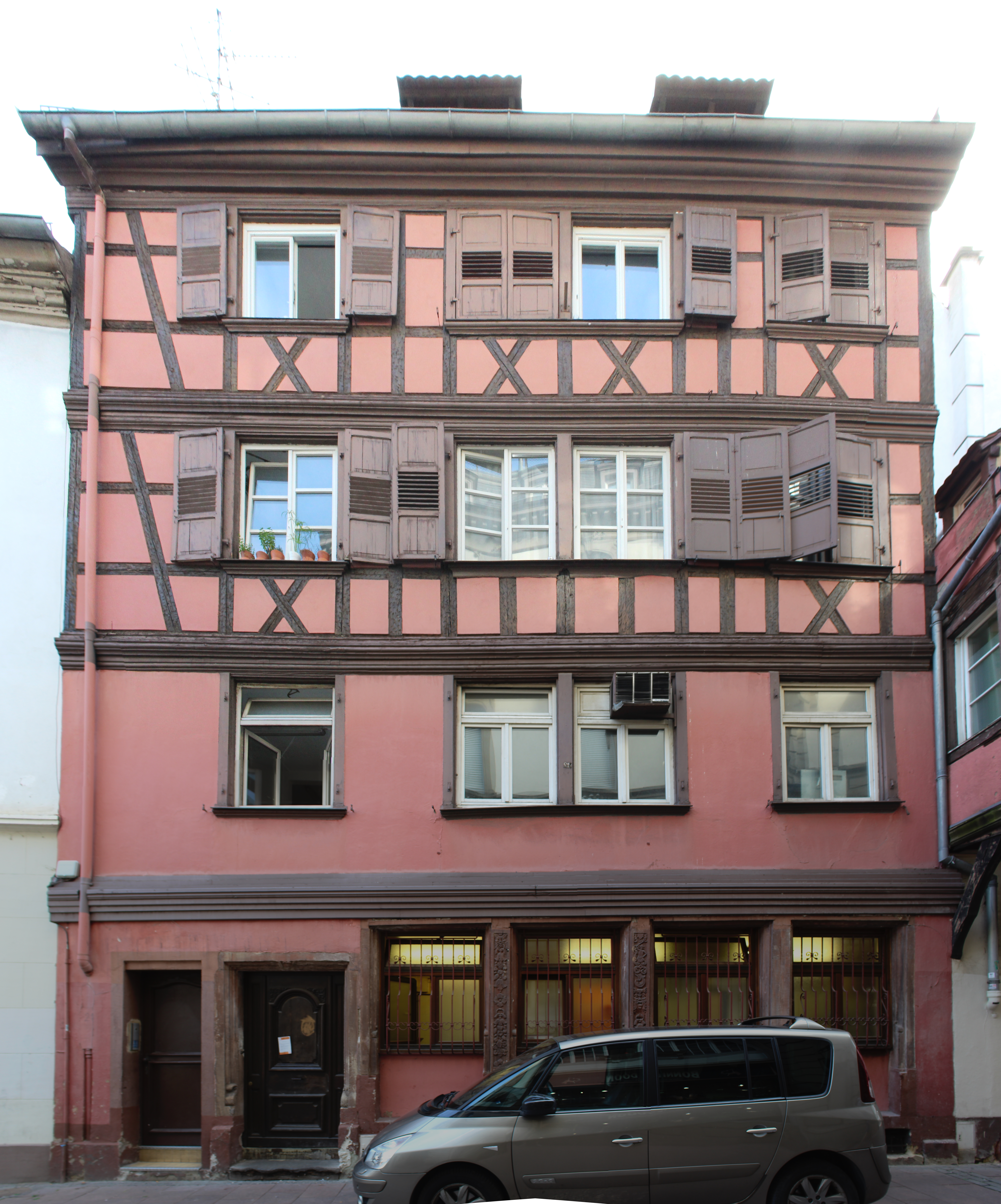
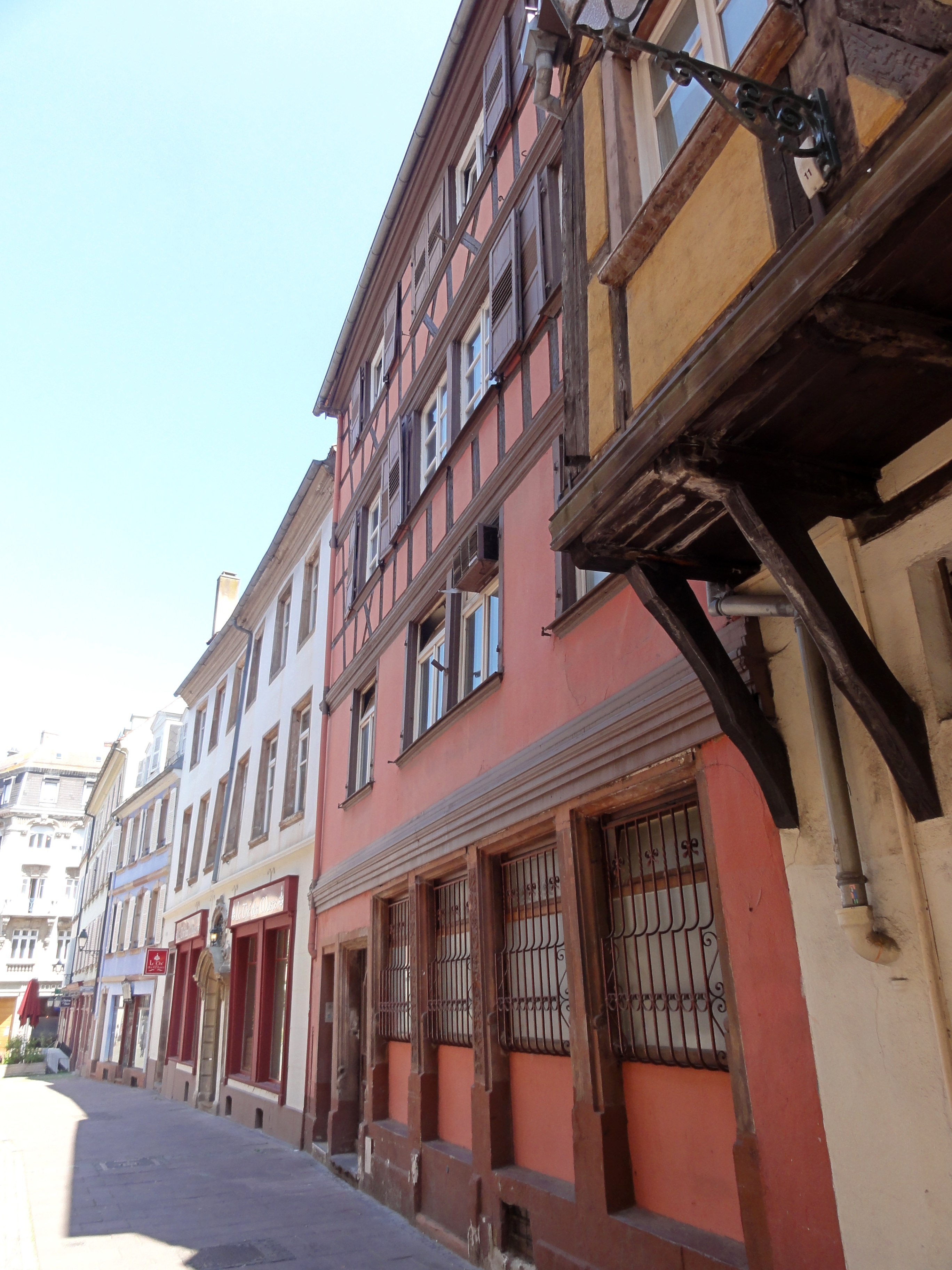
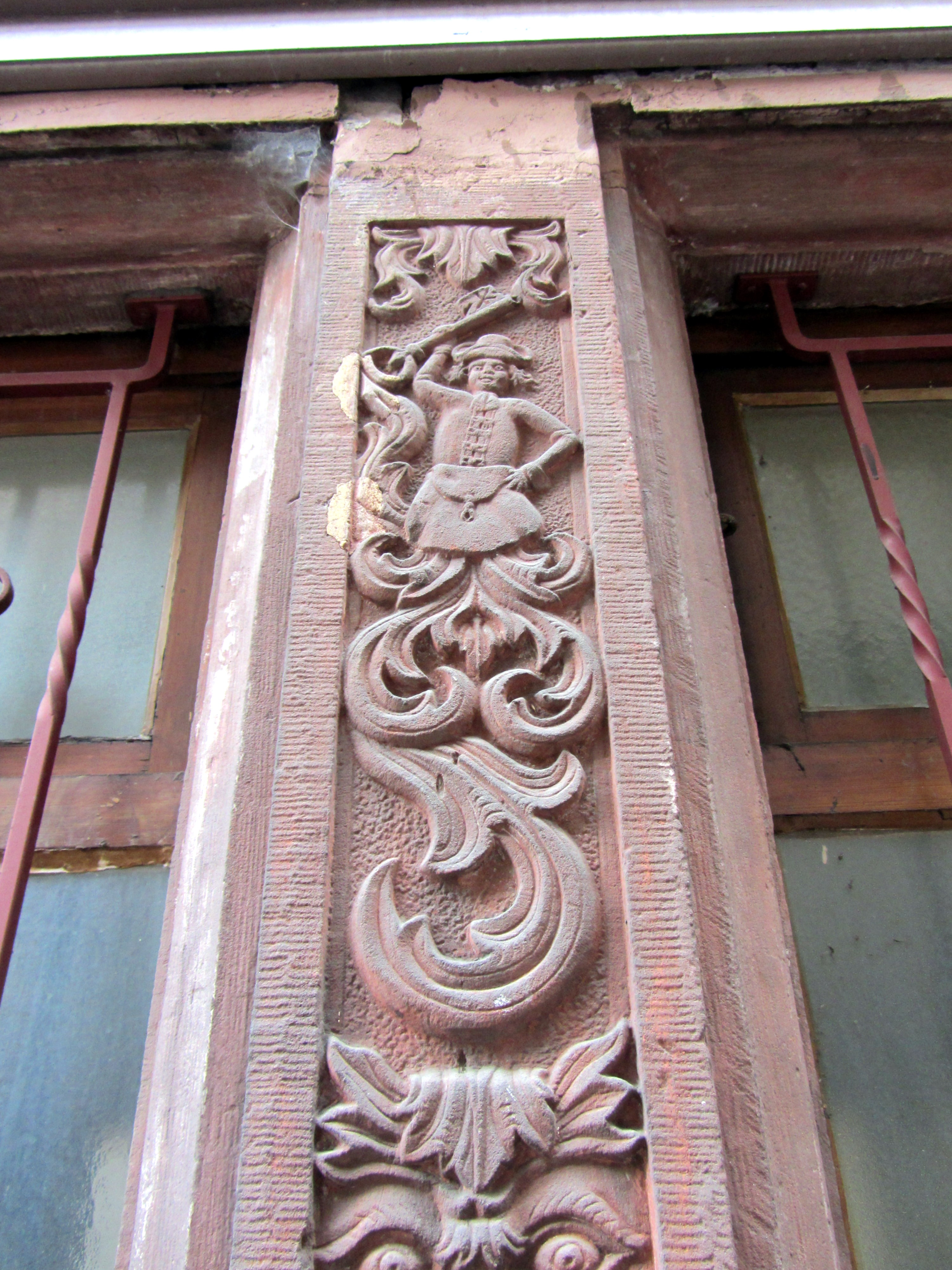
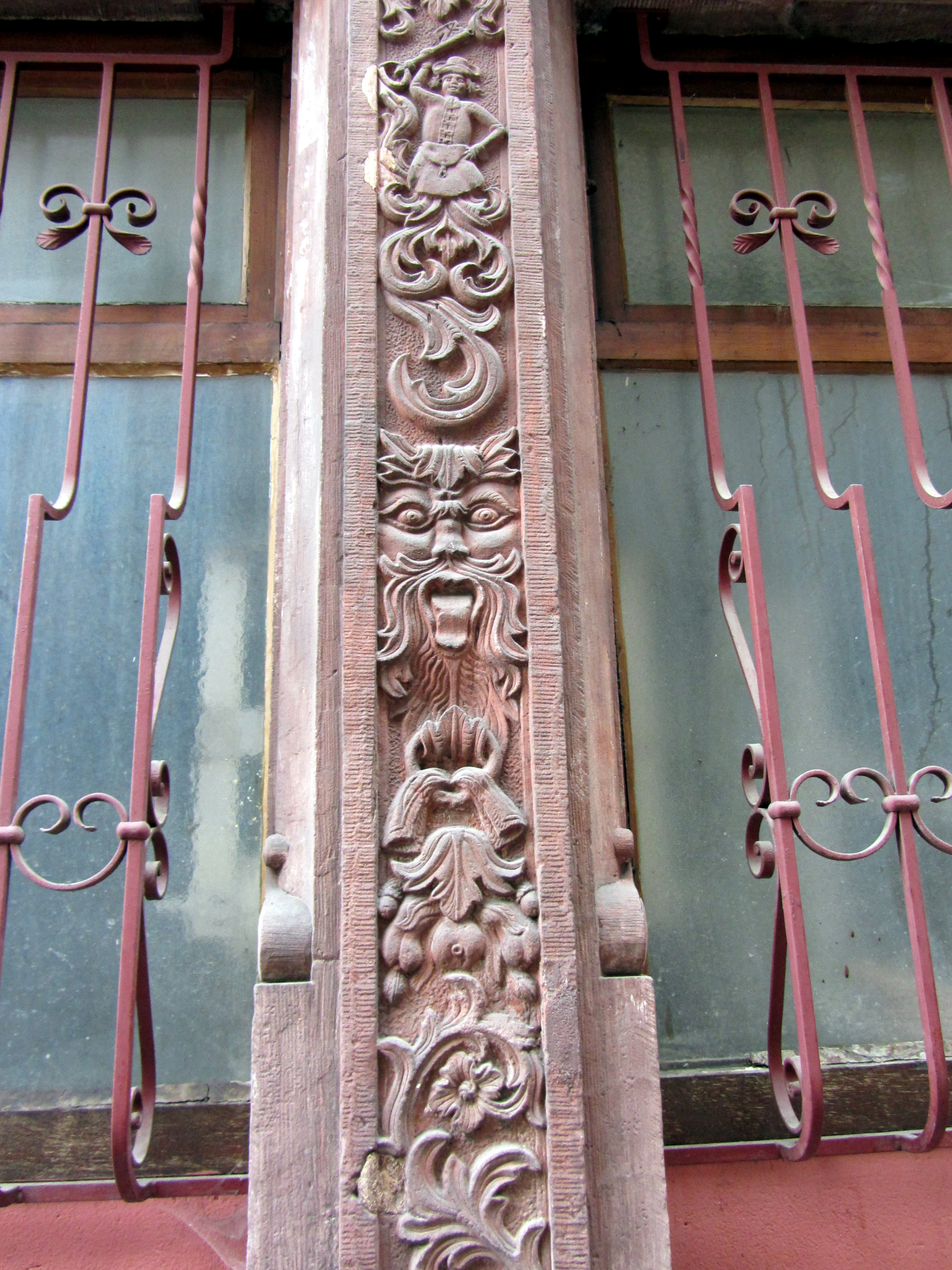
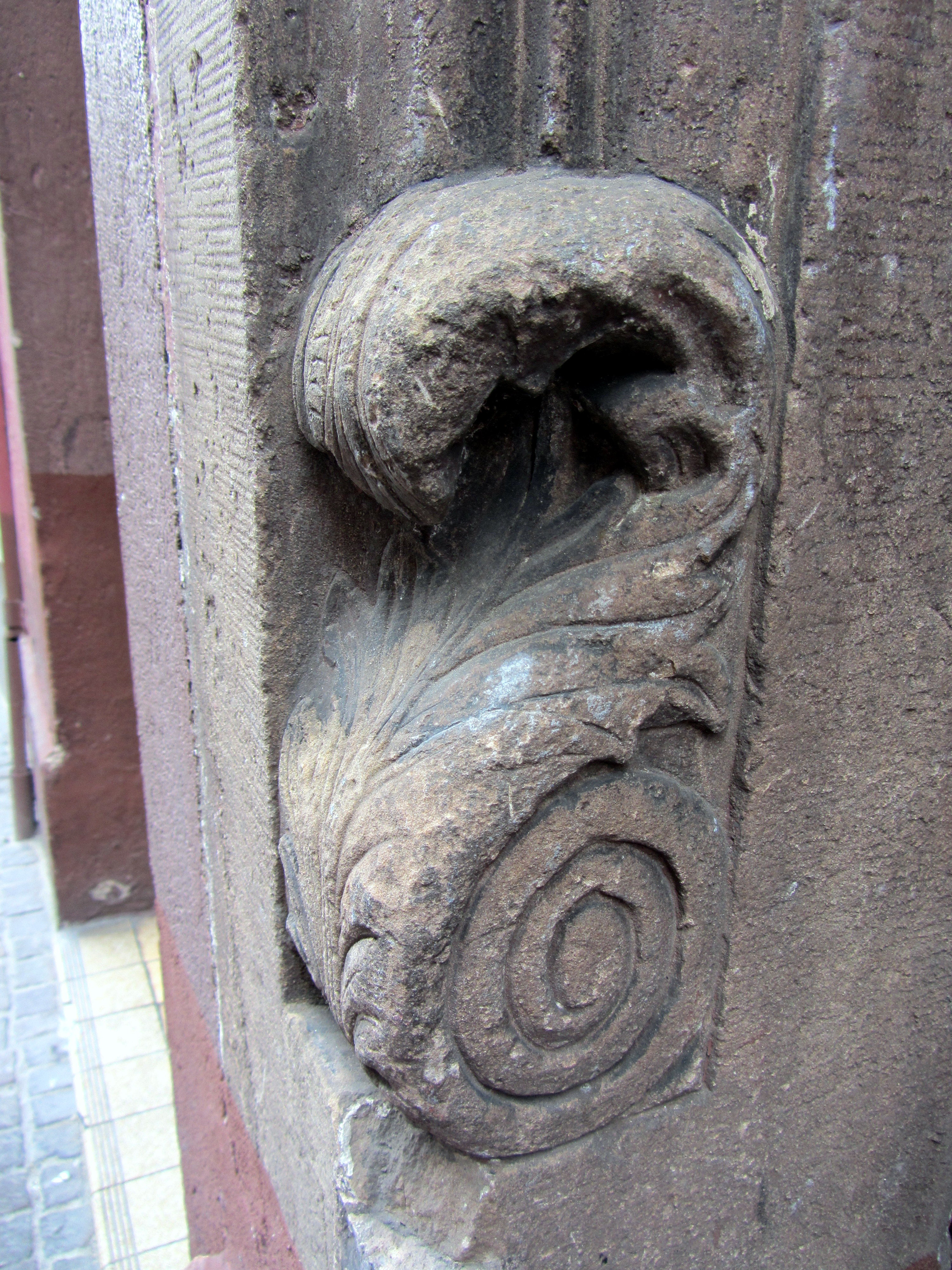

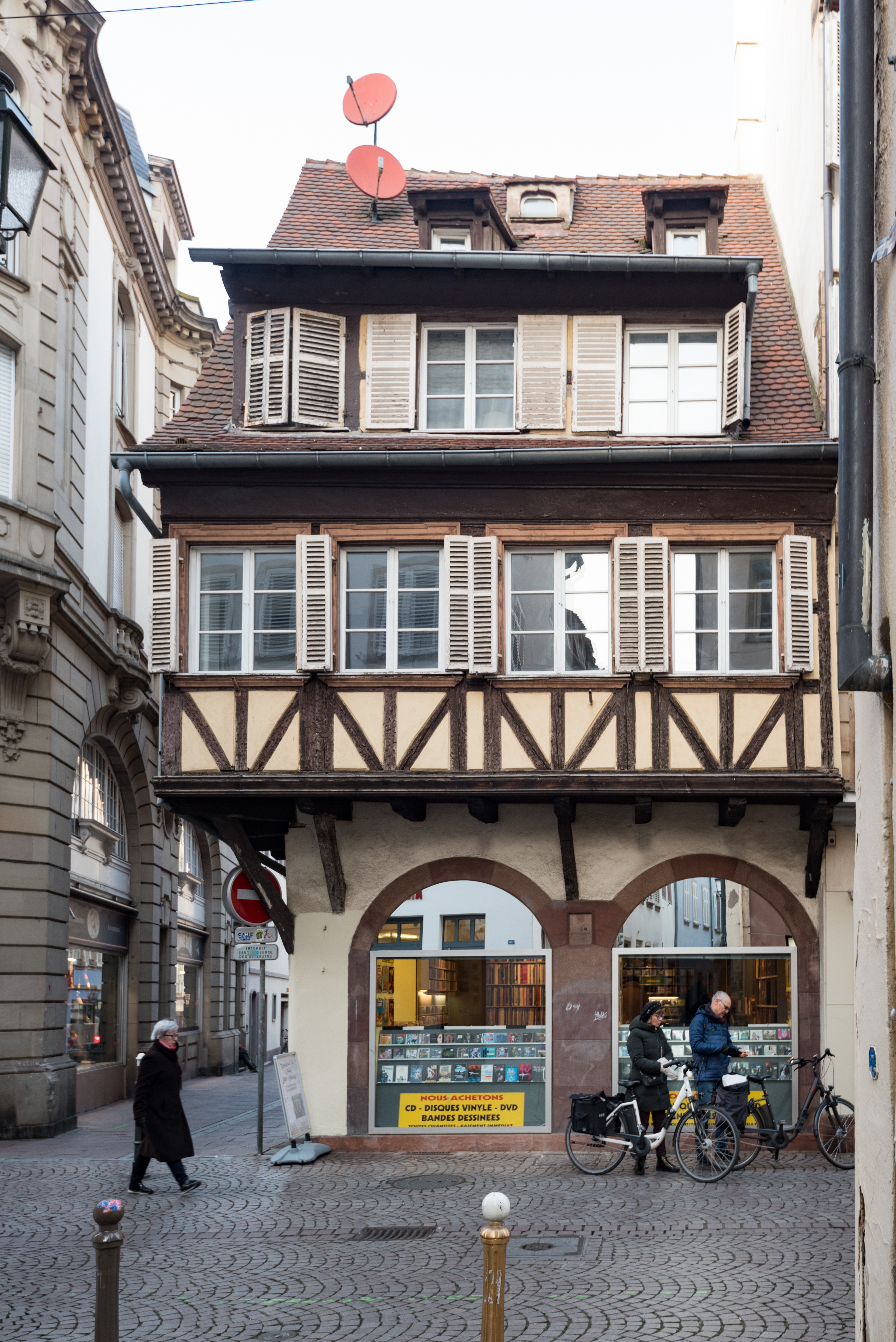
no 23, côté Grand-Rue.

Formant l'angle avec la Grand-Rue, cette ancienne maison de boulanger Zur Rosen (« À la Rose ») est caractéristique de la construction médiévale, avec ses encorbellements sur deux côtés, soutenus par des aisseliers, et sa structure à pans de bois. Le rez-de-chaussée a été remanié en 1549, il en subsiste l'enseigne avec la date et une rose.  Des fenêtres à crossettes ont été ajoutées au début du XVIIIe siècle.